# Вязок (Ленинградская область)
Вязо́к — деревня в Сабском сельском поселении Волосовского района Ленинградской области.

## История
Впервые упоминается в Писцовой книге Водской пятины 1500 года как деревня Вязок на реке на Вруде в Ястребинском Никольском погосте Копорского уезда.
На карте Ингерманландии А. И. Бергенгейма, составленной по шведским материалам 1676 года, она обозначена как деревня Wus (Wes).
На шведской «Генеральной карте провинции Ингерманландии» 1704 года — как Wosolla.
Как деревня Восола она обозначена на «Географическом чертеже Ижорской земли» Адриана Шонбека 1705 года.
Деревня Вязок упомянута на карте Ингерманландии А. Ростовцева 1727 года.
На картах Санкт-Петербургской губернии Я. Ф. Шмидта 1770 года и Ф. Ф. Шуберта 1834 года упоминается как деревня Вязок.

ВЯЗОК — деревня принадлежит братьям Сахаровым, число жителей по ревизии: 58 м. п., 52 ж. п. (1838 год)

Деревня Вязок обозначена на карте профессора С. С. Куторги 1852 года.

ВЯЗОК — деревня ротмистра Сахарова, 10 вёрст по почтовой, а остальное по просёлочной дороге, число дворов — 16, число душ — 65 м. п. (1856 год)

ВЯЗОК — деревня владельческая при реке Вруде, по 2-й Самерской дороге, число дворов — 19, число жителей: 80 м. п., 89 ж. п. (1862 год)

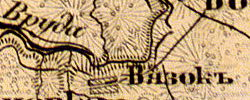
Деревня Вязок на карте 1863 года

В конце XIX — начале XX века деревня административно относилась к Редкинской волости 1-го стана Ямбургского уезда Санкт-Петербургской губернии.
С 1917 по 1924 год деревня Вязок входила в состав Волно-Вязковского сельсовета Редкинской волости Кингисеппского уезда.
С 1924 года в составе Волновского сельсовета.
Согласно данным переписи населения СССР 1926 года в деревне Вязок проживали 134 человека, все русские.
С февраля 1927 года в составе Молосковицкой волости. С августа 1927 года, в составе Молосковицкого района.
С 1928 года в составе Слепинского сельсовета. В 1928 году население деревни Вязок также составляло 134 человека.
С 1931 года в составе Волосовского района.
По данным 1933 года деревня Вязок входила в состав Слепинского сельсовета Волосовского района.

Деревня Вязок на карте 1940 года

Согласно топографической карте РККА 1940 года деревня насчитывала 34 двора.
C 1 августа 1941 года по 31 декабря 1943 года деревня находилась в оккупации.
С 1950 года в составе Извозского сельсовета.
С 1954 года вновь в составе Волновского сельсовета.
С 1963 года в составе Кингисеппского района.
С 1965 года вновь в составе Волосовского района. В 1965 году население деревни Вязок составляло 72 человека.
По данным 1966 года деревня Вязок также находилась в составе Волновского сельсовета.
По данным 1973 и 1990 годов деревня Вязок входила в состав Сабского сельсовета.
В 1997 году в деревне Вязок проживали 10 человек, деревня относилась к Сабской волости, в 2002 году — 11 человек (русские — 91 %), в 2007 году — 5, в 2010 году — 4 человека.

## География
Деревня расположена в юго-западной части района на автодороге 41А-186 (Толмачёво — автодорога «Нарва»).
Расстояние до административного центра поселения — 10 км.
Расстояние до ближайшей железнодорожной станции Молосковицы — 29 км.
Деревня находится на левом берегу реки Вруда

## Демография
| 1838 | 1862 | 1997 | 2002 | 2007 | 2010 | 2014 |
| ---- | ---- | ---- | ---- | ---- | ---- | ---- |
| 110  | ↗169 | ↘10  | ↗11  | ↘5   | ↘4   | →4   |
| 2017 |      |      |      |      |      |      |
| →4   |      |      |      |      |      |      |

### Национальный состав
Согласно данным Всероссийской переписи населения 2021 года в деревне проживали 7 человек, все русские.